# (7036) Kentarohirata
(7036) Kentarohirata est un astéroïde de la ceinture principale.

## Description
(7036) Kentarohirata est un astéroïde de la ceinture principale. Il fut découvert le 29 janvier 1995 à Nachikatsuura par Yoshisada Shimizu et Takeshi Urata. Il présente une orbite caractérisée par un demi-grand axe de 3,10 UA, une excentricité de 0,20 et une inclinaison de 8,9° par rapport à l'écliptique.

## Compléments